# Horia Moculescu
Horia Moculescu (* 18. März 1937 in Râmnicu Vâlcea) ist ein rumänischer Pianist, Sänger, Komponist und Fernsehmoderator.

## Leben
Moculescu ist mütterlicherseits italienischer Herkunft. Sein musikalisches Talent wurde früh erkannt und Moculescu brachte sich im Alter von sechs Jahren selbst das Akkordeonspielen bei. Er besuchte das Gymnasium in Turda das Jungengymnasium (heute Colegiul Național „Mihai Viteazul“), das er 1954 abschloss. Hier zeichnete er sich durch seine Virtuosität auf dem Klavier und dem Akkordeon aus. Aufgrund seiner so genannten „ungesunden sozialen Herkunft“ während des kommunistischen Regimes wurde er nicht zur Nationalen Musikuniversität Bukarest zugelassen. Er schrieb sich daher an der Fakultät für Bergbau in Petroșani ein, wo er sein Talent als Musiker im Orchester der Fakultät unter Beweis stellte. Danach widmete er sich ausschließlich der Musik und arbeitete als Pianist in Bukarester Restaurants und an der Schwarzmeerküste. In dieser Zeit begann er, Unterhaltungsmusik zu komponieren. Sein erstes Stück war De-ai fi tu salcie la mal. Seit 1961 war er Pianist am Deva-Theater. Zwischen 1963 und 1979 hatte er sein eigenes Orchester, mit dem er  Konzerte und Tourneen im In- und Ausland gab. Horia Moculescu war viermal verheiratet und hat zwei Kinder.

## Diskografie (Auswahl)
- 1962: Norma Mia, Cosi Pallida, Madame, Ciao, Electrecord
- 1965: Al III-lea Festival De Muzică Ușoară Romanească Mamaia, Electrecord
- 1976:Salcia – Melodii De Horia Moculescu, Electrecord

- 2005: The Best Romanian Music

### Unterhaltungsmusik
- Anul 2000 (cunoscut și ca „Noi în anul 2000“) – Corul de copii Radio
- Balanța inimii – Margareta Pâslaru și grupul 5T
- Ce bine e să știi să citești – Margareta Pâslaru
- Azi nu voi putea dormi – Margareta Pâslaru
- Cere-mi – Margareta Pâslaru
- Cine știe? – Margareta Pâslaru
- La mulți ani – Margareta Pâslaru
- Pâna ieri – Margareta Pâslaru
- De-ai fi tu salcie la mal – Mihaela Mihai
- Singurătatea mea – Horia Moculescu
- Prima iubire și ultima – Gabriel Cotabiță
- Fântânile albastre – George Nicolescu
- Primăverii n-ai ce-i face – Horia Moculescu
- Păi de ce? – Corina Chiriac
- Inima ta – Corina Chiriac
- Fir de busuioc – Corina Chiriac
- Pentru tot ce-a fost îți mulțumesc – Corina Chiriac
- Apă și foc – Corina Chiriac
- Marea mea iubire, marea – Horia Moculescu
- Mai dă-mi o speranță – Adrian Daminescu
- A fost odată ca-n povești – Dan Spătaru
- Mai gândește-te – Dan Spătaru
- E cea mai simplă dintre povești – Horia Moculescu
- Un an de dragoste – Ana-Maria și Horia Moculescu
- Totuși, octombrie – Ana-Maria și Horia Moculescu
- Vorbe – Ana-Maria și Horia Moculescu
- Nopți la rând – Corina Chiriac
- Chemarea dragostei – Horia Moculescu
- Nu te enerva – Corina Chiriac
- Cântec de leagăn – Aurelian Andreescu
- Drag mi-e omul meu drag – Otilia Romea
- Eu și tu – Corina Chiriac și Horia Moculescu
- Mândra mea – Dan Spătaru
- Marea mea – Angela Ciochină
- Nu poți uita – Adrian Daminescu
- Plec – Corina Dogaru
- Să nu mă-ntrebi – Corina Chiriac
- Ca un cer de iubire – Gabriel Cotabiță, Anca Țurcașiu
- Ce mai vrei? – Gabriel Cotabiță
- Devreme și prea târziu – Anca Țurcașiu
- Și ieri, și azi, și mâine – Corina Chiriac și Horia Moculescu
- De dragoste – Horia Moculescu
- Dumneavoastră, dragostea mea – Oana Hanganu
- Glasul meu, tăcerea ta – Bogdan Bradu
- N-am să te pot uita niciodată – Corina Chiriac
- Te voi aștepta – Aura Urziceanu
- Tu ești lumea – Gabriel Cotabiță
- Când se-ntorc cocorii – Horia Moculescu
- Pământ – Marina Florea
- Semnul iubirii – Angela Similea
- Ce vrei să faci din mine? – Mihaela Mihai, Dorina Drăghici
- Cine știe să ne spună – Margareta Pâslaru, Marina Florea
- Fără cuvinte – Corina Chiriac
- N-apăruseși tu – Adrian Daminescu
- Părinții mei – Aurelian Andreescu
- Ruga – Mihaela Mihai
- Așteptând să vii – Adrian Daminescu
- Nu mai vreau – Mirabela Dauer
- Nu sunt gelos – Cornel Constantiniu
- Nu mai vreau să pierd – Mirabela Dauer
- Am vrut – Aurelian Temișan
- Dacă vrei dragostea mea – Corina Chiriac, Marina Voica
- De-aș fi – Horia Moculescu
- Dor – Marina Voica
- Dragostea noastră-i o nebunie – Horia Moculescu
- Cântecul – Angela Similea, Corina Chiriac, Margareta Pâslaru
- Dacă lumea ar fi a mea – Gabriel Dorobanțu
- Iar și iar – Cătălin Crișan și Anca Țurcașiu
- Leagănul meu – Dida Drăgan
- Scrisoare – Horia Moculescu

### Filmmusik
- Mireasma ploilor tîrzii (1985)
- Vară sentimentală (1986)
- Primăvara bobocilor (1987)
- Maria și marea (1989)
- Secretul armei… secrete! (1989)
- Miss Litoral (1991)
- Pistruiatul (1973)